# Tiotkino (obwód kurski)
Tiotkino (ros. Тёткино) – osiedle typu miejskiego w zachodniej Rosji, w rejonie głuszkowskim obwodu kurskiego.
Jednocześnie to jednostka administracyjna (osiedle miejskie) rejonu.

## Geografia
Miejscowość położona jest nad rzeką Sejm, 26 km od centrum administracyjnego rejonu (Głuszkowo), 142 km od Kurska.
W granicach miejscowości znajdują się ulice: 8 Marta, Atynskaja, Bazarnaja, Biełopolskaja, Boczarnikowa, Bolnicznaja, Czapajewa, Czkałowa, Dzierżynskogo, Frunzie, Kalinina, Karła Marksa, Kirowa, Kołchoznaja, Kommunalnaja, zaułek Kommunalnyj, Komsomolskaja, Krasnoarmiejskaja, zaułek Kriestjanskij, Lenina, zaułek Lenina, Miedicinskaja, Mołodiożnaja, MTS, Nabierieżnaja, Osipienko, zaułek Pierwomajskij, P-leps, Pierwomajskaja, Pristancionnaja, Pogranicznaja, zaułek Popowoleżaczanskij, Proletarskaja, Pugaczowa, Sowietskaja, Spartaka, zaułek Spartaka, Territorija Bolnica, Territorija Detskogo doma, Territorija Mielkombinata, Territorija Spirtkombinata, Territorija Sacharnogo zawoda, Urickogo, Trudowaja.

## Demografia
W 2010 r. miejscowość liczyła sobie 3337 mieszkańców.